# K.W. Bruun & Co
K.W. Bruun & Co A/S er en dansk bilimportør og bilservicevirksomhed med hovedkvarter i Hellerup. Virksomheden blev etableret af K.W. Bruun i 1952, der begyndte at sælge sine første biler i 1914. Selskabet er familiefondsejet af personer med relation til K.W. Bruun. Koncernen har ca. 700 ansatte i Danmark og Sverige og omsætter årligt for ca. 10 mia. danske kroner. 9,5 mia. af omsætningen stammer fra bilimport og 0,5 mia. fra andre forretningsområder. Bilerne der importeres er af mærkerne Peugeot, Citroën, Opel, Mitsubishi, Fiat, Alfa Romeo, Jeep, Hongqi, Voyah og Seres. Desuden importeres reservedele.
I blandt de øvrige forretningsområder er bilservicekæden Quickpoint samt investeringer i fast ejendom.